# Momondo
Momondo – darmowa internetowa wyszukiwarka podróży, która działa na 35 rynkach oraz umożliwia znajdowanie i porównywanie cen lotów, hoteli i wynajmu samochodów.
Strona została uruchomiona w Polsce w 2013 roku. Oferuje przegląd cen i ofert dostępnych w chwili wyszukiwania, po czym przekierowuje użytkowników na stronę usługodawcy w celu ukończenia procesu rezerwacji.
Poza technologią wyszukiwania, Momondo oferuje swoim użytkownikom wskazówki podróżnicze na swoim blogu Inspiracje. 

## Historia
Momondo zostało założone w Danii w 2006 roku i ma swoją siedzibę w Kopenhadze. Od 2016 roku firma zatrudnia ponad 200 pracowników ponad 40 różnych narodowości. Kiedy strona Momondo została po raz pierwszy uruchomiona we wrześniu 2006 roku, oferowała jedynie wyszukiwarkę lotów. W październiku 2007 roku, serwis został ponownie wprowadzony na rynek z rozszerzeniem o bloga podróżniczego – Inspiracje. W 2009 roku, firma wydała serię przewodników turystycznych, które później zaczęły funkcjonować pod nazwą Momondo Places jako aplikacja-przewodnik na telefon. Od tego czasu Momondo rozszerzyło swoją ofertę o usługę porównywania cen hoteli i wynajmu samochodów.
W kwietniu 2011 roku Momondo i Skygate, jego ówczesna spółka-matka, zostały wykupione przez brytyjsko-amerykańską firmę zajmującą się wyszukiwaniem podróży – Cheapflights Media Ltd (obecnie Momondo Group Ltd). Momondo nadal operuje jako niezależna filia.
W 2014, większość udziałów w Momondo Group zostało wykupionych przez amerykański prywatny fundusz kapitałowy Great Hill Partners.
W maju 2016 roku Momondo Group zanotowało $30 mln zysku w pierwszym kwartale roku, z czego zyski Momondo stanowiły 60%.

## Nagrody
W 2010 roku magazyn podróżniczy Travel + Leisure nazwało Momondo najlepszą stroną podróżniczą do wyszukiwania okazyjnych taryf.
Wydawnictwo Frommer’s umieściło Momondo na pierwszym miejscu listy przewodników turystycznych “The 10 Best Airfare Search Sites”.
W 2013 Momondo.pl otrzymało wyróżnienie w kategorii Najlepsza Strona Internetowa Branży Turystycznej na międzynarodowych targach turystycznych TT Warsaw w Warszawie.
W ramach Travolution Awards Momondo otrzymało nagrodę w kategorii Najlepsza Multiwyszukiwarka w latach 2014 i 2015.
Momondo zostało dobrze przyjęte przez globalne media: Forbes określił momondo jako stronę podróżniczą, oferującą jeden z najbardziej intuicyjnych silników wyszukiwania, a The New York Times docenił stronę za wyjątkową funkcjonalność wyszukiwania kombinacji lotów.